# Bierlingen
Bierlingen ist ein Ortsteil der Gemeinde Starzach im Landkreis Tübingen in Baden-Württemberg (Deutschland). In Bierlingen befindet sich der Verwaltungssitz der Gemeinde.

## Geographie

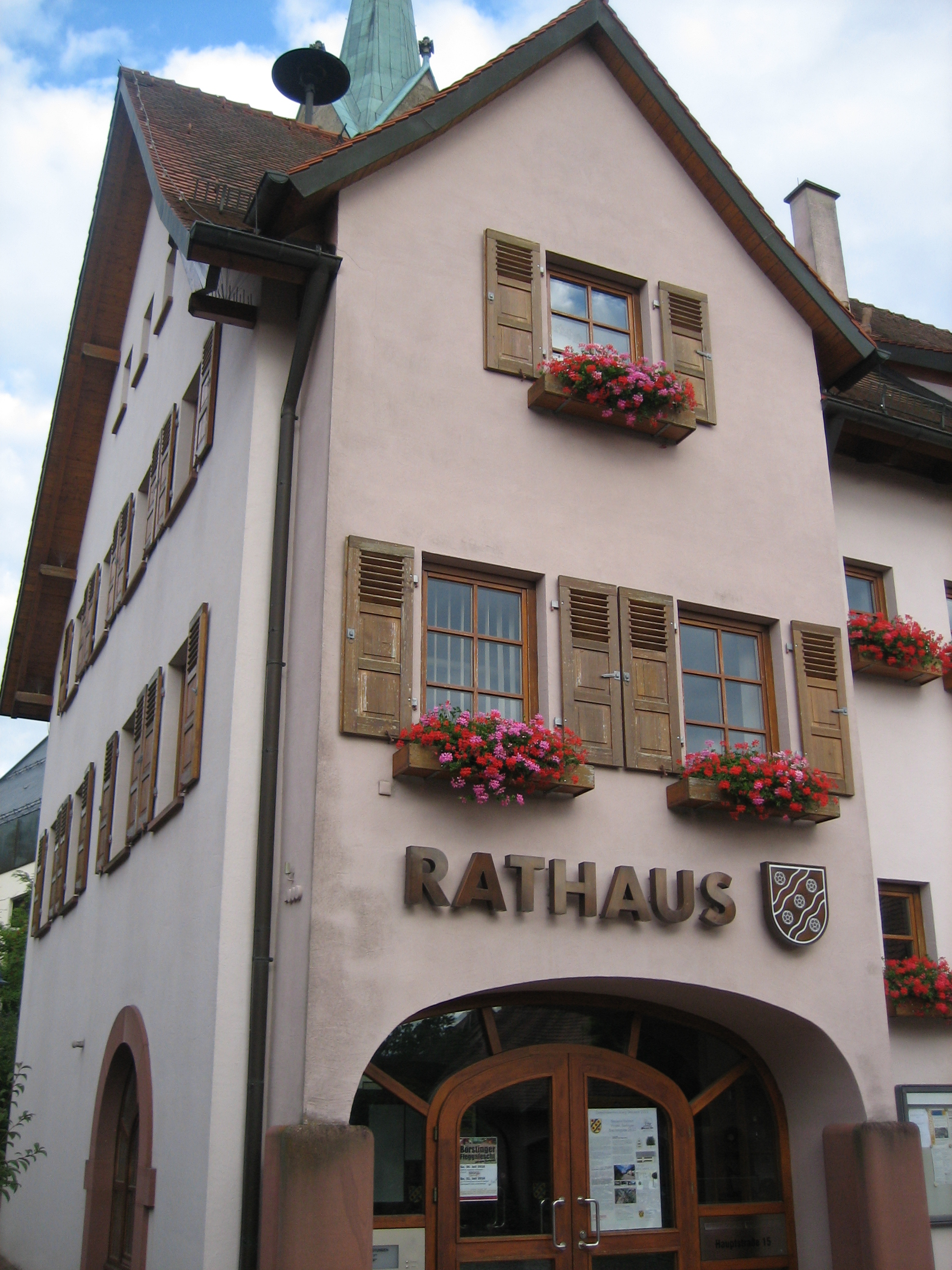
Das Bierlinger Rathaus ist heute Sitz der Gesamtgemeinde Starzach

Bierlingen liegt etwa 13 km südöstlich von Horb am Neckar und 14 km südwestlich von Rottenburg am Neckar.

## Geschichte
Der Ort wird 843 in einer Schenkungsurkunde an das Kloster Reichenau erstmals urkundlich erwähnt.
Am 1. Januar 1972 wurde Bierlingen in die neue Gemeinde Starzach eingegliedert.

### Ausdehnung
Bierlingen hat eine Gemarkungsfläche von 817 Hektar.

## Bevölkerung
Bierlingen zählt 1324 Einwohner (Stand: Oktober 2019). Bei einer Gemarkungsfläche von 8,17 km² entspricht dies einer Bevölkerungsdichte von 152 Einwohnern pro Quadratkilometer.